# Sukcinilmonoholin
Sukcinilmonoholin je estar sukcinske kiseline i holina koji se formira putem metabolizma suksametonijum hlorida.